# Ángel Arocha Guillén
Ángel Arocha Guillén (Chimiche, municipi de Granadilla de Abona (Tenerife), 24 de juny del 1907 - Front de Balaguer, 2 de setembre del 1938), conegut al món del futbol com a Arocha, fou un davanter canari que jugà al FC Barcelona de 1926 a 1933, procedent del CD Tenerife.
Va ser un davanter molt apreciat pels aficionats barcelonistes per la seva gran capacitat de fer gols, cosa que queda provada pels 214 que en va marcar en els 207 partits que va jugar. Després de jugar al Barça fitxà per l'Atlètic de Madrid. Arribà a la internacionalitat amb Espanya.
Morí al front de Balaguer durant la Guerra Civil espanyola, enquadrat probablement a la 53a o 54a Divisió de l'exèrcit nacional.

El FC Barcelona, guanyador de la Copa del Rei de 1928. Drets: Forns (entr.), Mas, Castillo, Llorens, Walter, Guzmán, Carulla i Platko. Asseguts: Piera, Sastre, Samitier, Arocha i Sagi.

## Palmarès
- 1 Copa del Rei: 1927-28.
- 1 Lliga: 1928-29.
- 1 Copa de Campions: 1927-28